# Гість (повість)
«Гість» — науково-фантастична повість (деякі російськомовні джерела відносять твір до романів) українського радянського письменника Ігоря Росоховатського. Твір входить до циклу про синтетичних людей — сигомів, та до трилогії про сигома Юрія. Уперше твір опублікований у журналі «Прапор» в 1976 році, повністю повість уперше надрукована в 1979 році у видавництві «Молода гвардія» в серії «Библиотека советской фантастики». Українською мовою вперше повість повністю надрукована в 1989 році у видавництві «Молодь» в збірці творів автора «Останній сигнал». У творі піднімаються низка моральних та етичних проблем, пов'язаних із створенням штучних розумних істот, а також, що є людина, і чим вона відрізняється від інших істот.

## Сюжет повісті
Повість розпочинається із того, що завідувач лабораторії штучного інтелекту науково-дослідного інституту виявляє, що з лабораторії пропав штучний мозок, який тривалий час вирощували у ній, причому місткість (у повісті названа «енцефальєром»), в якій він утримувався, залишилась на місці, а електричні дроти, що йшли до неї, з'єднані в незрозумілому порядку. Далі він виявляє, що одночасно з лабораторії пропали два лабораторні роботи, при прослуховуванні контрольних магнітофонних записів він виявляє, що роботам не дали команди прибрати рештки синтезованого білка до спеціальної опломбованої шафи, а також, що за ним стежить телекамера, приєднана до мозку собаки, який знаходився у лабораторії. Далі у місті спостерігається ціла серія незрозумілих явищ: аварія вантажного автомобіля із загибеллю водія на захищеній спеціальною захисною сіткою трасі, причому без видимих причин для перекидання автомобіля; у міській бібліотеці вночі переплутані всі книги, причому сигналізація бібліотеки не спрацювала; в інституті експериментальної генетики хтось викрав кілька пробірок зі штамами хвороботворних бактерій та вірусів, експериментально зміненими для розробки нових лікарських засобів, і тому потенційно небезпечніших, ніж звичайні збудники інфекційних захворювань. Окрім того, при вивченні місця автомобільної аварії встановлено, що на дорозі перебував якийсь чоловік, відбиток пальців і долоні якого значно відрізняється від відбитків звичайної людини, унаслідок чого міліціонери, які проводять розслідування, роблять висновок, що зловмисник хворіє якимсь шкірним захворюванням, найімовірніше іхтіозом.
Далі у повісті розповідається про нового знайомого лікарки з Орла на ім'я Аліна, яка вже рік, як розлучилась із чоловіком, а на момент початку дії повісті відпочиває неподалік Ялти. Цього чоловіка звати Юрій, за його словами за освітою він є фізіологом, проте про саме реальне життя знає більше з книжок. Він має неабияку фізичну силу, має власних роботів-слуг, один із яких навіть заграв спеціально написану для Аліни пісню про кохання робота до звичайної жінки, а також може використовувати цих роботів як літальні апарати. Сусід Юрія по кімнаті готелю помічає дивні особливості його поведінки: він сам мовчазний, проте сам любить слухати розповіді інших, а в його мові важко відрізнити жарти від звичайних слів, Юрій також дуже начитаний, розуміється на найважчих наукових темах, майже невідомих або й зовсім невідомим широкому загалу людей. Він також може легко порозумітися з будь-якою людиною, навіть психічно хворою. За допомогою свого сусіда по кімнаті він проникає до великого медичного центру, де йому вдається вилікувати кілька людей, які вважались безнадійно хворими. Сусід Юрія по готелю, запідозривши в нього недобрі наміри, викликає міліцію, проте Юрію вдається втекти від правоохоронців за допомогою саморобного літального апарата. Пізніше міліціонери, зіставивши покази свідків, встановили, що саме особа, схожа на Юрія, є головним підозрюваним у викраденні штучного мозку і роботів із лабораторії. Після цього уперше завідувач лабораторії запідозрив, що Юрій — це штучний мозок. який сам створив собі тіло із решток невикористаного білкового матеріалу з лабораторії. Міліціонерам вдається збити літальний апарат Юрія, проте він виявляється порожнім. За допомогою експертів вони встановлюють, що він зроблений із частин викрадених роботів. Після вивчення мозку роботів вони повідомили, що вони керовані якимсь невідомим Великим Хазяїном, проте після детального опитування роботів про їх господаря в їх мозку стається коротке замикання, і вони виходять із ладу.
Тим часом Юрій приїжджає в гості до Аліни, та поселяється в неї. Аліна поступово закохується в Юрія, і той відповідає їй взаємністю. Йому також за допомогою власноруч зробленого диплома влаштуватися на роботу до лікарні, де працює Аліна, і йому вдається вилікувати багатьох хворих, причому в більшості випадків він переконує, що це заслуга Аліни. Згодом їй також вдається засвоїти частину знань Юрія, і за допомогою них вже самостійно вилікувати багатьох хворих. Тим часом міліції вдається визначити, що Юрія у Криму бачили саме з Аліною, яка приїхала з Орла. На деякий час Юрій від'їздить від Аліни. а після повернення вона помічає в його поведінці дивні риси: він сам може зупинити машину на дорозі, значно сильніший за пересічну людину, та легко справляється навіть із на вигляд сильнішими чоловіками; а уночі робить спроби вирахувати масу і заряд нашого Всесвіту. Пізніше він повідомляє Аліні, що він має намір дістатися до Горловини нашого Всесвіту в сузір'ї Близнят, щоб подивитись на наш Всесвіт іззовні. Тим часом до лікарні, де працює Аліна, прибуває комісія, яка зацікавилася численними випадками вилікування безнадійних хворих, проте коли комісія зацікавилась Юрієм, він щез із лікарні, а пізніше й з міста. Після зникнення Юрія вчені вже остаточно повідомляють правоохоронцям, що він є штучним супермозком, який сам створив собі тіло, та який вивчає людей, а створений був для того, щоб за допомогою спеціального космічного корабля проникнути до Великого зоряного каньйону в сузір'ї Близнят, де за деякими гіпотезами, міститься горловина нашого Всесвіту, через яку він має зв'язок з іншими світами. Правоохоронці визначають місце проживання Аліни, та разом із вченими приходять до неї на квартиру. Юрія в квартирі не було, а лікарці повідомляють, що Юрій є синтетичним штучним мозком, на що вона зауважує тому, хто це їй повідомив, що він сам є штучним мозком, а вона відчуває його більш справжнім, ніж інші чоловіки. Правоохоронці спробували попросити Аліну, щоб вона допомогла затримати Юрія, оскільки його поведінка може бути небезпечною для людей, проте вона сказала, що як побачить його, то обговорить це з ним сама.
Тим часом у місті, де розміщувалась лабораторія, з якої щезли штами хвороботворних мікроорганізмів, розпочалась епідемія хвороби, схожої на ту, збудників якої викрали з лабораторії, причому традиційні антибіотики на збудника цього захворювання не діють. У місті помічають людину, схожу на Юрія, яка опускала в каналізаційний люк якийсь предмет, схожий на кружку. Вчені не можуть прийти до однозначного висновку, навіщо це йому потрібно, проте висловлюють думку, що він бере проби збудників для створення ліків проти цієї хвороби. Також один із учених висловлює думку, що сигом утікає від переслідувачів тому, що боїться бути знищеним, оскільки такі розмови він міг почути в лабораторії, коли ще знаходився в енцефальєрі. Цьому ученому вдається зустрітися з Юрієм, який передає розроблені ним ліки людям. На запитання, чим мислення сигома відрізняється від людського, Юрій відповів, що відрізняється кількістю сприйнятої та обробленої інформації, а також способом сприйняття інформації. Далі Юрій робить спроби проникнути на космодром, щоб виконати поставлене перед ним завдання — полетіти до сузір'я Близнят. Правоохоронці роблять спроби завадити йому, для чого до варти космодрому включають і Аліну. Проте Юрію вдається обійти охорону, зустрітися з Аліною та попрощатися з нею, обіцяючи після повернення дати умовний сигнал — два довгих і один короткий сигнал. За деякий час Аліна по телебаченню дізнається, що із сузір'я Близнят іде невідоме випромінювання у вигляді двох довгих сигналів і одного короткого.

## Переклади
Окрім російської мови, повість «Гість» перекладена болгарською мовою, та надрукована в софійському видавництві «Народна младеж» під назвою «Гост» у 1981 році; у 1988 році повість перекладена литовською мовою, та надрукована у вільнюському видавництві «Vyturys» під назвою «Svečias».

## Екранізація повісті
У 1979 році за мотивами повісті на Кіностудії імені Довженка режисером Борисом Івченком знятий фільм «Під сузір'ям Близнюків». Сценарій фільму написав автор повісті Ігор Росоховатський разом із відомим українським кіноактором Іваном Миколайчуком, який також зіграв одну із ролей у фільмі. Більша частина епізодів фільму знімалися у Львові, який постає у фільмі містом синтезу модерну і старовини, частина епізодів знімалися у Києві та Криму.